# Kanton Abondance
Kanton Abondance is een voormalig kanton van het Franse departement Haute-Savoie. Het kanton maakte deel uit van het arrondissement Thonon-les-Bains. Het werd opgeheven bij decreet van 13 februari 2014, met uitwerking op 22 maart 2015. Alle gemeenten werden toegevoegd aan het kanton Évian-les-Bains.

## Gemeenten
Het kanton Abondance omvatte de volgende gemeenten:
- Abondance (hoofdplaats)
- Bonnevaux
- Châtel
- Chevenoz
- La Chapelle-d'Abondance
- Vacheresse